# Mateusz Jachlewski
Mateusz Jachlewski (Gdynia, 27 de diciembre de 1984) es un exjugador de balonmano polaco que jugaba de extremo izquierdo. Su último equipo fue el Wybrzeże Gdańsk. Fue un componente de la selección de balonmano de Polonia.
Con la selección ganó la medalla de plata en el Campeonato Mundial de Balonmano Masculino de 2007.
Se retiró del balonmano profesional en 2024.

## Palmarés

### Selección nacional
| Campeonato Mundial | Campeonato Mundial | Campeonato Mundial | Campeonato Mundial |
| Año                | Lugar              | Medalla            |                    |
| ------------------ | ------------------ | ------------------ | ------------------ |
| 2007               | Alemania           | Medalla de plata   |                    |

### Kielce
- Liga polaca de balonmano (11): 2009, 2010, 2012, 2013, 2014, 2015, 2016, 2017, 2018, 2019, 2020
- Copa de Polonia de balonmano (11) 2009, 2010, 2011, 2012, 2013, 2014, 2015, 2016, 2017, 2018, 2019
- Liga de Campeones de la EHF (1): 2016

## Clubes
- SMS Gdansk (1993-2003)
- AZS AWFiS Gdansk (2003-2006)
- Vive Tauron Kielce (2006-2020)
- Wybrzeże Gdańsk (2020-2024)